# Baselkommittén

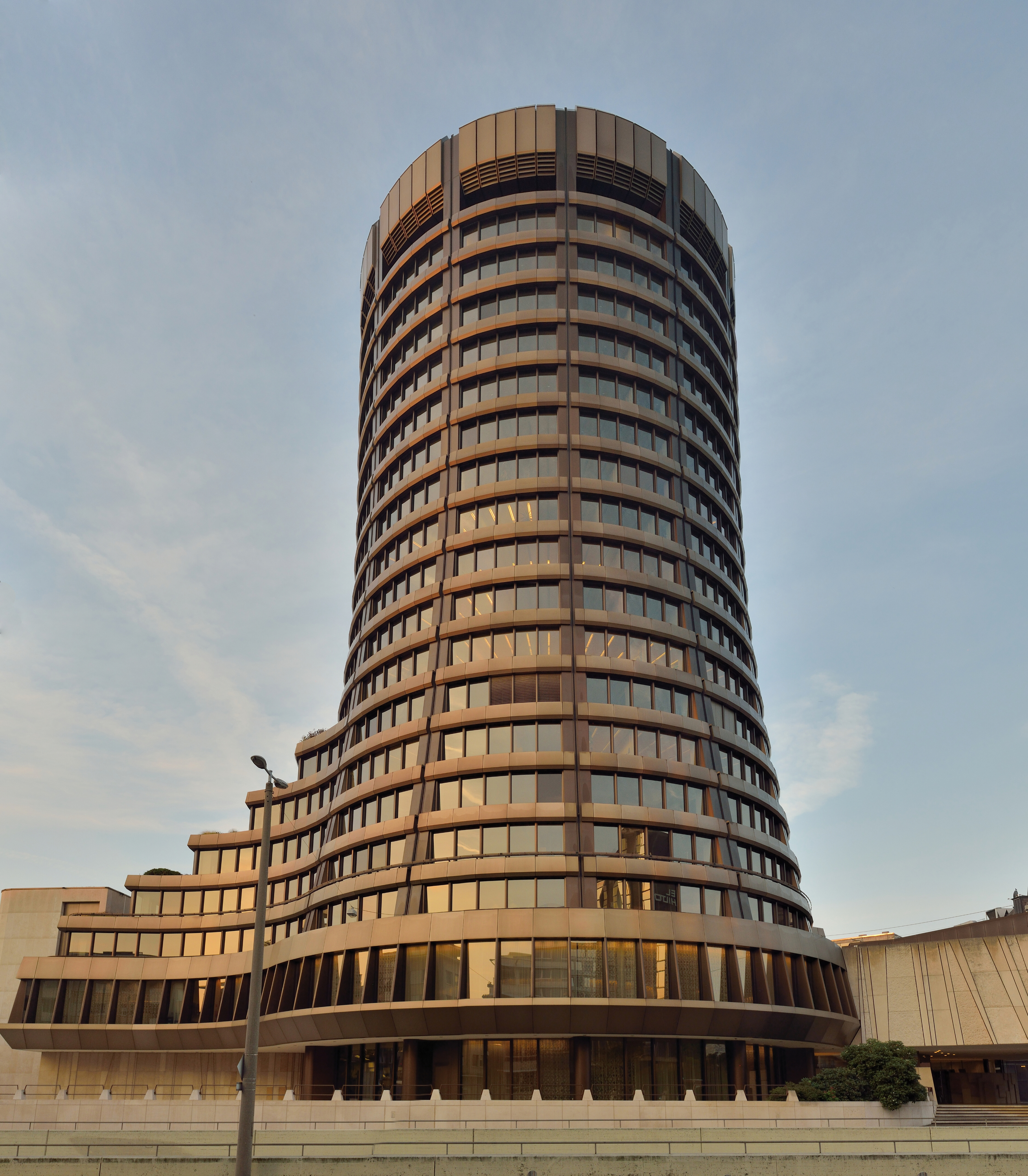
BCBS högkvarter i Basel.

Baselkommittén, formellt Basel Committee on Banking Supervision (BCBS) är en kommitté för banktillsynsmyndigheter som inrättades 1974 av G10-ländernas centralbankschefer. Den utgör ett forum för regelbundet samarbete kring banktillsyn. Syftet är att öka förståelsen för viktiga tillsynsfrågor och att förbättra kvalitén på banktillsyn i hela världen. Kommittén tar fram ramverk, riktlinjer och standarder inom olika områden – några av de mer kända bland dessa är deras internationella standard för kapitaltäckning, deras grundläggande principer för effektiv banktillsyn, samt överenskommelsen om gränsöverskridande banktillsyn. Kommitténs sekretariat är beläget vid Bank for International Settlements (BIS) i Basel i Schweiz.

## Målsättning
Syftet med BCBS är att främja konvergens mot gemensamma tillvägagångssätt och standarder. Baselkommittén utfärdar inte några bindande föreskrifter, utan fungerar som ett informellt forum för att utveckla politiska lösningar och standarder.
Baselkommittén formulerar allmänna standarder och riktlinjer för finansinspektion (se exempelvis Basel III), och utfärdar rekommendationer om best practice inom banktillsyn. Det är sedan upp till enskilda valutaområden att omvandla kommitténs rekommendationer till lokal lagstiftning.

## Medlemsländer
Kommitténs ledamöter kommer från Argentina, Australien, Belgien, Brasilien, Kanada, Kina, Frankrike, Tyskland, Hongkong, Indien, Indonesien, Italien, Japan, Korea, Luxemburg, Mexiko, Nederländerna, Ryssland, Saudiarabien, Singapore, Sydafrika, Spanien, Sverige, Schweiz, Turkiet, Storbritannien och USA.